# السيد لزهر
السيد لزهر (بالإنجليزية: Monsieur Lazhar) هوفيلم كندي باللغة الفرنسية، يتناول الفيلم قصة لاجئ جزائري يسافر إلى كندا ويعمل معلم بإحدى المدارس الابتدائية، حيث يعانون التلاميذ من صدمة نفسية عقب انتحار غامض لمعلمتهم. ومن هنا يسعى إلى مساعدة تلاميذه على تجاوز محنتهم، في الوقت الذي يتعرض فيها لمأساة خاصة نظراً لشكوك حول شرعية وجوده بالبلد.
الفيلم من إخراج فيليب فالاردو., تم ترشيح الفيلم لجائزة الأوسكار لأفضل فيلم بلغة اجنبية في حفل توزيع جوائز الأوسكار 84. صدر الفيلم مسرحيا في الولايات المتحدة في 13 أبريل 2012 من قبل الموزع ميوزيك بوكس أفلام.

## احداث الفيلم
تدور أحداث الفيلم حول «السيد لزهر» الذي يمتلك من العمر خمسة وخمسون عاماً، ويقرأ في الجريدة ذات يوم خبر انتحار مدرسة في إحدى المدارس الكندية، وعلى الفور يقدم للحصول على نفس الوظيفة، ورغم عدم امتلاكه لمؤهل فإنه يحصل عليها بالفعل، ومن خلال رحلته وعلاقته بالأطفال في الفصل، يبدأ جانباً كبير من شخصيته، كمهاجر جزائري جاء إلى كندا بعد مقتل زوجته على يد متطرفين، في الظهور على السطح، وتبدأ شخصيات الأطفال نفسها في التشكُّل، وعقدة أحدهم من كونه تسبب في انتحار المدرسة بعد إدعاءه أنها تَحَرَّشت به، وهو ما يحاول «السيد لزهر» حله، ويصبح على مقربة من هؤلاء الأطفال لأنه عرف كيفية معاملتهم، قبل أن توقفه البيروقراطية عن العمل في المدرسة نظراً لمؤهله، وتنهي شيء كان بحاجة إليه بقدر ما كانوا هم أيضاً بحاجة إليه.

## الممثلون
- محمد سعيد فلاق بدور بشير لزهر
- صوفي نيلسي بدور Alice L'Écuyer
- ايميليان نيرون بدور سيمون
- Marie-Ève Beauregard بدور ماري فريدريك
- فنسنت ميلارد بدور فيكتور
- Seddik Benslimane بدور عبد الملك
- لويس ديفيد لوبلان بدور بوريس[7]

## روابط خارجية
- السيد لزهر على موقع IMDb (الإنجليزية)
- السيد لزهر على موقع ميتاكريتيك (الإنجليزية)
- السيد لزهر على موقع روتن توميتوز (الإنجليزية)
- السيد لزهر على موقع قاعدة بيانات الأفلام العربية
- السيد لزهر على موقع ألو سيني (الفرنسية)
- السيد لزهر على موقع Turner Classic Movies (الإنجليزية)
- السيد لزهر على موقع أول موفي (الإنجليزية)
- السيد لزهر على موقع بوكس أوفيس موجو (الإنجليزية)
- السيد لزهر على موقع فيلمافينيتي (الإسبانية)
- السيد لزهر على موقع قاعدة بيانات الفيلم (الإنجليزية)